# Prego
O prego é uma haste de metal, com uma das pontas afiada e com outra achatada. É usado para unir objetos, sendo preferencialmente usado em madeira. Foi inventado há aproximadamente 5 000 anos na Mesopotâmia, sendo que os primeiros foram feitos também de madeira de maior resistência, o chamado "pau-ferro"[carece de fontes?]. Modernamente, é de metal. Existem pregos para aplicações especiais, principalmente para utilização em locais próximos a praias e construção naval, feitos em madeira tipo "pau-ferro", em cobre, latão, alumínio ou outro material sintético.
O prego apresenta considerável eficiência por possuir uma boa distribuição de pressão: a força exercida pelo impacto de um martelo sobre a cabeça de um prego é distribuída por uma área muito maior que a da outra extremidade do objeto, aplicando-se assim uma pressão relativamente maior sobre a superfície a ser perfurada que a pressão recebida do martelo.

## Etimologia
O termo "prego" se originou do termo castelhano priego.

## Transmissor de tétano
O tétano pode ser transmitido por um prego enferrujado, que pode abrigar os microorganismos que causam a doença. Existem vacinas antitetânicas para se evitar o contágio.
Quando o prego enferrujado penetra na pele, geralmente pelo pé, é recomendado não movê-lo nem tirá-lo, pois isso poderia causar estragos maiores[carece de fontes?]. É recomendável levar o indivíduo ao pronto-socorro para a retirada do prego.
Para evitar esse tipo de ocorrência, é recomendável se andar sempre calçado e em um lugar que não contenha entulho.